# L'Illusionniste (film, 1983)
Pour plus de détails, voir Fiche technique et Distribution.
L'Illusionniste (De illusionist) est un film néerlandais réalisé par Jos Stelling, sorti en 1983.

## Fiche technique
- Titre original : De illusionist
- Titre français : L'Illusionniste
- Réalisation : Jos Stelling
- Scénario : Jos Stelling et Freek de Jonge
- Photographie : Theo van de Sande
- Musique : Willem Breuker
- Pays d'origine : Pays-Bas
- Genre : comédie
- Date de sortie : 1983

## Distribution
- Freek de Jonge : l'illusioniste
- Jim van der Woude : Zijn Broer
- Catrien Wolthuizen : Zijn Moeder
- Gerard Thoolen : Zijn Vader
- Carel Lapere : Grootvader
- Craig Eubanks : Tovenaar
- Gerrie van der Klei : Zijn Assistent
- Ank van der Moer